# Jouet-sur-l’Aubois
Jouet-sur-l’Aubois – miejscowość i gmina we Francji, w Regionie Centralnym, w departamencie Cher.
Według danych na rok 1990 gminę zamieszkiwało 1395 osób, a gęstość zaludnienia wynosiła 80 osób/km² (wśród 1842 gmin Regionu Centralnego Jouet-sur-l’Aubois plasuje się na 285. miejscu pod względem liczby ludności, natomiast pod względem powierzchni na miejscu 772.).